# Sacrificio
Il sacrificio (dal latino sacrificium, sacer + facere, "rendere sacro") è quel gesto rituale con cui dei beni  (oggetti, cibo, animali o anche esseri umani) vengono tolti dalla condizione profana e consegnati al sacro, venendo per questo dedicati in favore di una o più entità sovrumane, come atto propiziatorio o di adorazione. Il termine "sacrificio" ha tuttavia perso, nel lessico comune, quest'accezione religiosa per intendere in generale uno sforzo, la rinuncia a qualcosa in vista di un fine.
Un sacrificio immateriale, cioè una rinuncia in onore di qualcuno o qualcosa o il rinvio di una certa attività finché non si concretizzerà un certo desiderio, è anche chiamato voto oppure fioretto (il nome deriva dall’offerta di un fiore sull’altare, per Maria o un santo)..

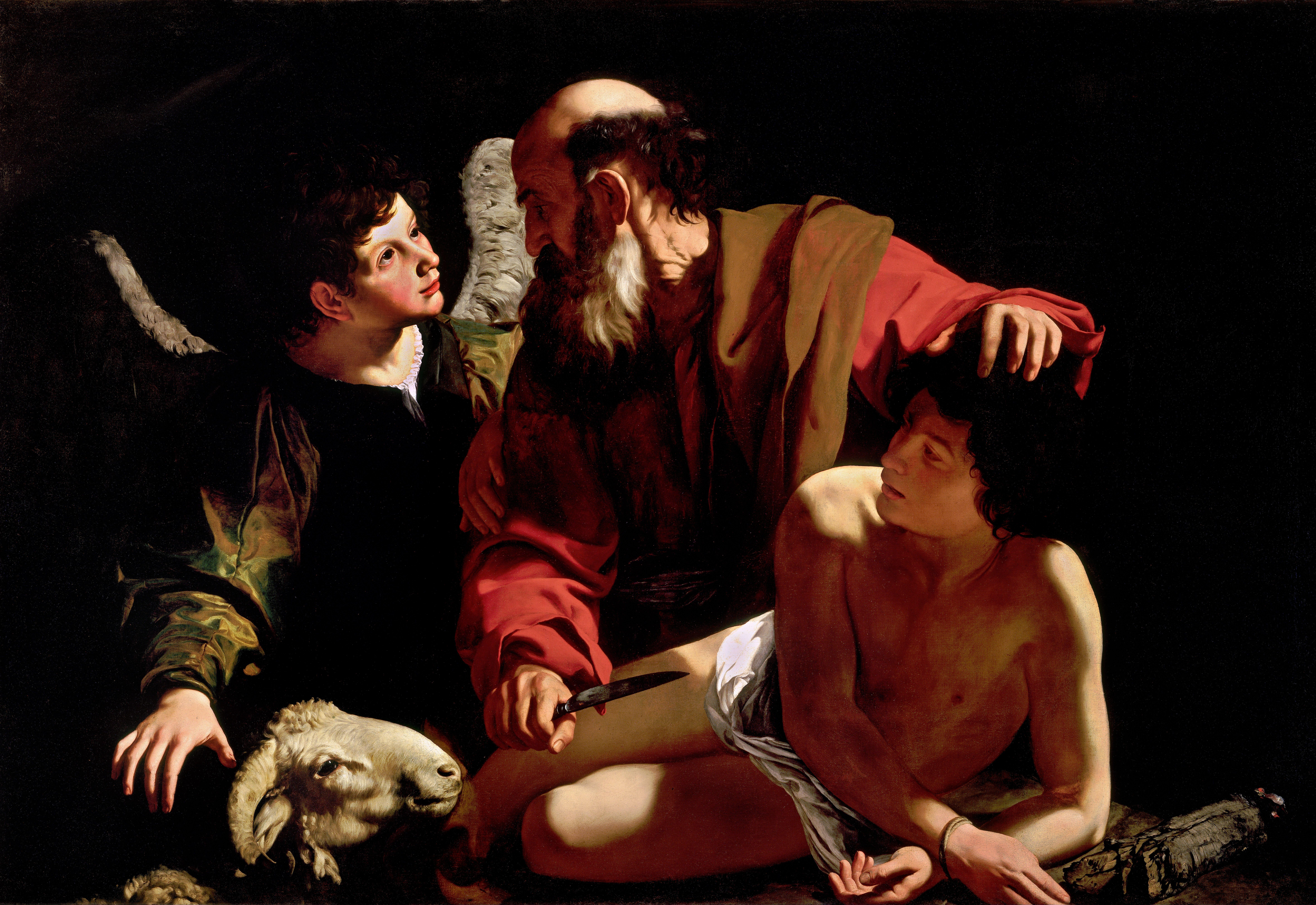
Sacrificio di Isacco (Caravaggio, 1598)

## Teorie del sacrificio
La storia delle religioni e le scienze delle religioni hanno proposto numerose teorie esplicative del fenomeno del "sacrificio".
- Edward Burnett Tylor (1832-1917), in Primitive Culture (1871), fu il primo ad offrire una teoria esplicativa del "sacrificio" intendendolo come un "dono" delle società primitive fatto a poteri sovrumani per accattivarsene i favori.
- William Robertson Smith (1846-1894), in Sacrifice (Encyclopaedia Britannica IX edizione 1886, vol.XXI), collegò invece strettamente il "sacrificio" alla nozione di "totemismo". Il sacrificio, secondo Smith, era il momento in cui l'animale totemico, a cui precedentemente era proibito anche accostarsi, veniva sacrificato per rinsaldare il legame tra la tribù primitiva e il suo totem.
- Marcel Mauss (1872-1950) e Henri Hubert (1872-1927), in Essai sur la nature et la fonction du sacrifice (1899), ritennero il "sacrificio" una pratica non propriamente arcaica, in quanto presupponeva, da una parte degli esseri sovrumani intesi come "persona" e, dall'altra, la constatazione di una diversità tra il sacro e il profano. Quindi il "sacrificio" consisteva in un "dono"[3] ad una "persona" sovrumana, rendendo "sacra" la vittima precedentemente percepita come "profana".
- Wilhelm Wundt (1832-1920), in Völkerpsychologie (1900 e 1920), collegò il "sacrificio" alla nozione del tabù, ovvero di quello che per Wundt sarebbe interdetto perché proibito da potenze sovrumane.
- Émile Durkheim (1858-1917), in Les Formes élémentaires de la vie religieuse (1912), ritenne il "sacrificio" riconducibile alla vita sociale e al suo utile, così come egli stesso ebbe modo di constatare presso gli aborigeni australiani.
- Bronisław Malinowski (1884-1942), in The Trobriand Islands (1915), sostenne che il "sacrificio" era una forma derivata del primitivo animismo magico, così come egli stesso aveva potuto constatare presso i trobriandesi.
- Alfred Loisy (1857-1940), in Essay historique sur le sacrifice (1920), intese il "sacrificio" come la sintesi di due pratiche religiose arcaiche: l'offerta di cibo ai morti e il rito magico. Tale sintesi si riscontrerebbe, secondo Loisy, nel principio di "offrire" qualcosa in cambio dell'ottenimento di un risultato.
- Wilhelm Schmidt (1868–1954), in Ethnologische Bemerkungen zu theologischen Opfertheorien (1922), sostenne che il "sacrificio" ha origine, nelle arcaiche società dei "cacciatori raccoglitori", nel "sacrificio delle primizie", ovvero nella donazione all'Essere supremo, a cui tutto appartiene, di una parte del raccolto e della caccia. Tale meccanismo sacrificale fu ereditato, successivamente, dalle società pastorali ed agricole. E in queste ultime, il destinatario del sacrificio furono considerati i morti, ovvero gli antenati che hanno bisogno del "sacrificio" stesso per alimentarsi. Da questo passaggio con i defunti, Schmidt fece derivare il procedimento del "sacrificio" come meccanismo di scambio, eseguito in "cambio" dell'ottenimento di un risultato.
- Gerardus van der Leeuw (1890-1950), in Phanomenologie der Religion (1933), criticò il "dono" alle potenze sovrumane così come inteso da Tylor, sostenendo che il sacrificante "dona" qualcosa che gli appartiene personalmente e quindi "dona" parte di sé.
- Alfred Bertholet (1868-1951), in  Der Sinn des kultischen Opfers (1942), collegò il "sacrificio" alla nozione del mana a cui esso protende e cerca di condizionare.
- Adolf Ellegard Jensen (1899-1960), in Mythos und Kult bei Naturvölkern. Religionswissenschaftliche Betrachtungen (1951), sostenne che il "sacrificio" non può essere inteso come "dono" ma come uccisione di una divinità primordiale dal cui corpo scaturirono le piante utili all'uomo. Solo successivamente il "sacrificio" assunse il significato di "dono" ad una divinità, inizialmente fu, invece, esclusivamente un modo per "riattualizzare" il mito della "creazione-distruzione" proprio delle culture arcaiche.
- Angelo Brelich (1913-1977), in Introduzione alla storia delle religioni (1963), ha suggerito la distinzione in tre tipi di "sacrificio":
  - l'"offerta primiziale", tipica delle culture dei "cacciatori raccoglitori", consistente nel lasciare a un'"entità estranea" la prima parte del raccolto o della caccia, per desacralizzare il restante e quindi poterlo consumare;
  - il "sacrificio del dono", tipica delle culture agricole, le quali a differenza dei "cacciatori raccoglitori" considerano come propri i beni offerti, consistente nel "donare" un prodotto del proprio lavoro a una o più entità sovrumane;
  - il "sacrificio di comunione" consistente nell'uccisione di una vittima e il suo consumo all'interno della comunità sacrificante al fine di rafforzare i legami all'interno di essa, e il legame di questa comunità con la realtà extramondana a cui la vittima è stata offerta.
- René Girard (1923-2015), in La violence et le sacré (1972), intese il "sacrificio" come "violenza sostitutiva" proiettata sulla vittima considerata come "capro espiatorio" da parte della comunità sacrificante. Dopo il "sacrificio" la comunità si acquieta in un eros unanime per poi riesplodere attraverso una crisi che porta ad un nuovo "sacrificio". Tale ciclicità, secondo Girard, si sarebbe interrotta con la figura di Gesù il quale avrebbe assunto su di sé il ruolo di vittima espiatrice, liberando così l'uomo dalla procedimento vittimario delle religioni.
- Walter Burkert (1931-2015), in Homo Necans. The Anthropology of Ancient Greek Sacrificial Ritual and Myth (1972), intese il "sacrificio" greco come continuazione di pratiche proprie della cultura neolitica centrate sull'uccisione delle vittime e sul "trauma" che tale procedimento provocava.
- Vittorio Lanternari (1918-2010), in "La Grande Festa": Vita rituale e sistemi di produzione nelle società tradizionali (1976), ha sostenuto che il "sacrificio" ebbe origine in una nevrosi d'ansia propria dei cacciatori primitivi (ma anche degli agricoltori), i quali al termine della caccia (o del raccolto) avrebbero sentito il bisogno di una distruzione simbolica di ciò che avevano conseguito.
- Jean-Pierre Vernant (1914-2000) e Marcel Detienne (1935-2019), in La cuisine du sacrifice en pays grec (1979), considerarono, limitatamente al sacrificio nella cultura religiosa greco-antica, il "sacrificio" all'interno della cultura della commensalità e delle pratiche culinarie.

## Il sacrificio nelle differenti culture religiose

### Il sacrificio nella religione vedica, nel Brahmanesimo e nell'Induismo
Parte costitutiva del Vedismo, il "sacrificio" (yajña) fu normato e razionalizzato nel successivo Brahmanesimo, attribuendogli il potere di generare, in una dimensione spirituale e cosmica, la pienezza originale perduta. Il sacrificio viene anche oggi eseguito dai brahmani e la sua esecuzione deve essere rigorosa.
Lo yajña consiste nell'oblazione, tra gli altri elementi, di frutta o verdure (auṣasha), burro chiarificato (ghṛtha o ājya), latte (payas), carne (māṃsa), cagliate (dadhi), soma, farinate (piṣṭa), riso in chicchi (taṇḍula), riso bollito e pigiato (pṛthuka), pelle (tvac), etc., e, nell'Induismo, viene officiato in occasione di matrimoni, funerali o per quotidiana devozione.
Gli esecutori del sacrificio vedico, spesso eseguito dietro un compenso (per lo più in oro o vacche), erano i sacerdoti (ṛtvij), il cui numero dipendeva dalla solennità del rito. Nel pieno del successivo sviluppo vedico (intorno al X secolo a.C.), i compiti di principali officianti (ṛtvij) del rito più importante, il soma (l'haoma dell'Avestā) si distingueranno, tuttavia, in sole quattro qualità sacerdotali: brāhmaṇa, adhvaryu, udgātṛ e hotṛ. Ognuno di questi quattro sacerdoti veniva coadiuvato da ulteriori tre assistenti (samhita). E, come all'hotṛ veniva assegnato il compito di recitare il Ṛgveda, gli altri tre officianti avevano rispettivamente il compito di recitare: l'adhvaryu lo Yajurveda; l'udgātṛ il Sāmaveda, mentre al ''brāhmaṇa non solo veniva affidata la recitazione del quarto Veda, l'Atharvaveda, ma anche il compito di controllare e soprintendere all'intero rito e alla recitazione degli altri tre Veda rappresentando, l'Atharvaveda, il loro compimento. Sempre nel Ṛgveda (X-71,11) i compiti dei quattro officianti vengono riassunti nel singolo brāhmaṇa essendo costui quello che rappresenta l'intero sacerdozio in quanto sa, conosce (vidyā) ed esprime il Brahman.

### Il sacrificio nello Zoroastrismo
Zaratustra proibì i sacrifici cruenti di animali, ammettendo come unica forma di sacrificio la bruciatura di legno di sandalo nei roghi votivi.

### Il sacrificio nella religione greca

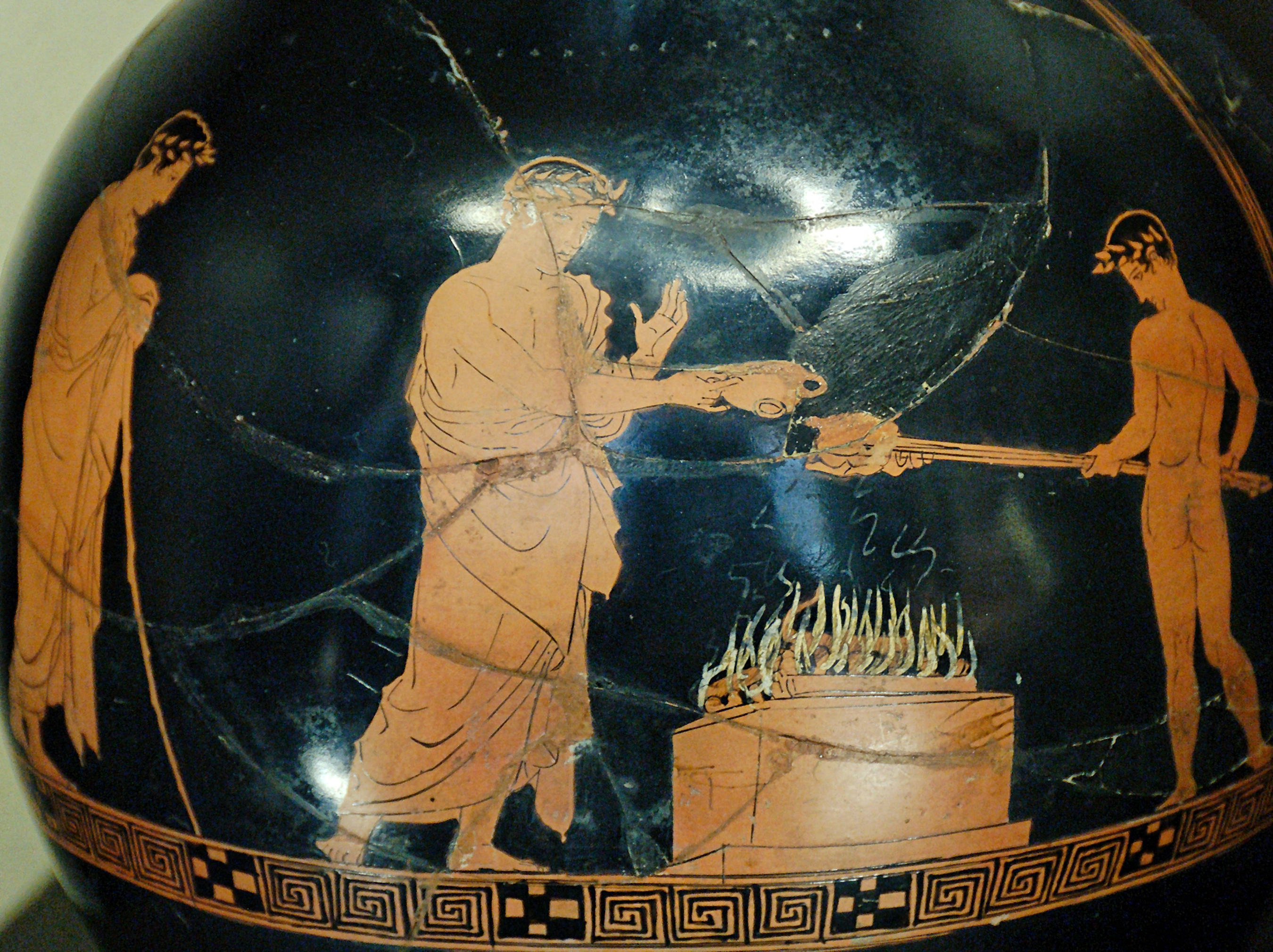
Particolare di un oinochoe (οἰνοχόη) attico a figure rosse, risalente al 430 a.C. e raffigurante un sacrificio greco (Museo del Louvre, Parigi).

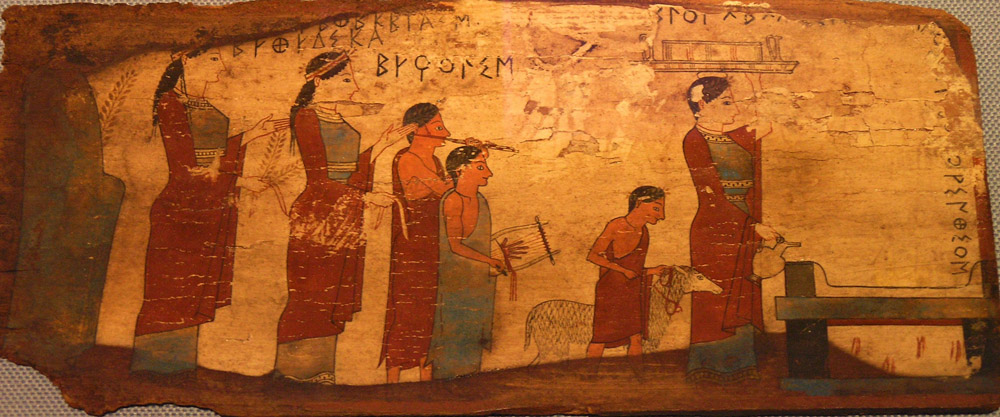
Particolare di un dipinto corinzio del VI secolo a.C. conservato presso il Museo nazionale di Atene. Il dipinto mostra un corteo sacrificale guidato dalla kanephoros (κανηφόρος). Il sacrificio è quello di un agnello dedicato alle tre Charites (Χάριτες).

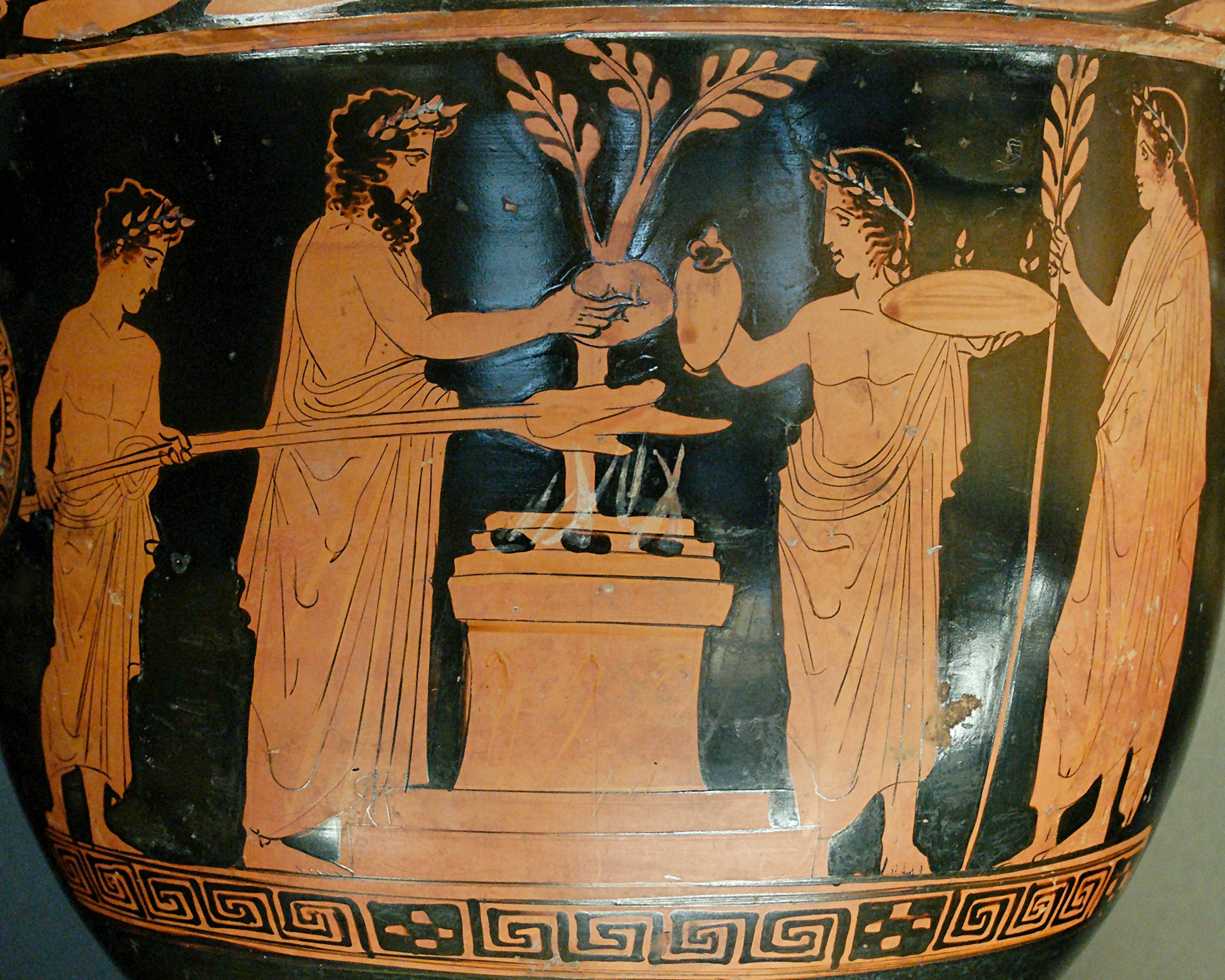
Un kratēr (κρατήρ) attico a figure rosse, risalente al 430 a.C. e raffigurante un sacrificio greco (Museo del Louvre, Parigi).

Nella Religione greca il sacrificio è il principale atto religioso. Esso si presenta con differenti caratteristiche e nomi a seconda del tipo di sacrificio e delle divinità o esseri a cui esso è destinato.
- Choaí (χοαί)[10]: consiste nelle libagioni di vino oppure di latte e miele o di sola acqua, ed è destinato ai defunti, agli eroi e alle divinità ctonie.
- Spondaí (σπονδαί)[11]: consiste nelle libagioni di vino oppure di latte e miele o di sola acqua, ed è destinato agli dèi dell'Olimpo.
- Aparchái (απάρχαί): consiste nelle primizie dell'agricoltura poste nei boschetti sacri o gettate nei corsi d'acqua e destinate a Demetra, Dioniso o alle ninfe.
- Nephália (νηφάλια): consiste in acqua, miele od olio e destinato ai defunti.
- Thysía (Θυσία): consiste nel sacrificio di uno o più animali (bue, maiale, capra o pecora) ed è destinato agli dèi dell'Olimpo. In genere in questo sacrificio della vittima sacrificale venivano bruciati solo il grasso e le ossa, il restante veniva macellato, cotto e distribuito ai partecipanti al banchetto sacrificale (δαίς daís).
- Enágisma (ἐνάγισμα, anche Haimakouría αίμαχουρία): consiste nel sacrificio di uno o più animali (bue, maiale, capra o pecora) ai defunti, agli eroi o alle divinità ctonie. In genere in questo sacrificio la vittima sacrificale veniva interamente bruciata[12].

Gli intervenuti si disponevano a semicerchio nell'area posta tra l'altare e il tempio, volgendo le spalle a quest'ultimo davano inizio al sacrificio. I sacrifici cruenti venivano introdotti da un corteo guidato da una vergine detta kanephoros che reggeva un cesto contenente dei pani, chicchi di cereali e il "coltello sacrificale". Dopo le libagioni di acqua, vino o latte e miele (a seconda della divinità a cui era destinato il sacrificio), la vittima veniva aspersa con dell'acqua durante la purificazione delle mani, di modo che scuotendosi assentiva al sacrificio. Senza l'assenso della vittima sacrificale, il sacrificio greco non poteva avere luogo. Dopo le preghiere e con il lancio dei chicchi di cereali, alla vittima veniva asportato un ciuffo di peli dal capo e quindi sgozzata. In questo momento i flauti cessavano di suonare mentre le donne presenti alzavano un grido (ololughé). Nel caso di un sacrificio olimpico il sangue veniva raccolto e quindi versato sull'altare, nel caso di un sacrificio ai morti o alle divinità ctonie, lasciato colare a terra. Sempre nel caso di un sacrificio agli dèi olimpici l'animale sgozzato e dissanguato veniva macellato dal mágeiros  sul tavolo e la sua carne fatta a pezzi e bollita in un calderone, il lebēs λέβης, tranne le viscere (splánchna σπλάγχνα) che invece venivano grigliate su lunghi spiedi e consumate insipide e subito dal gruppo ristretto dei sacrificanti, gli splanchneúontes.
Tra le interiora "splancniche", grande attenzione viene riservata al fegato che prima dell'arrostimento veniva attentamente esaminato in quanto qui, più che in qualsiasi altro organo della bestia macellata, si può leggere il messaggio inviato dagli dèi agli uomini. Le interiora vengono comunque tutte esaminate seguendo l'ordine di estrazione dal ventre: cuore, polmone, fegato, milza e reni. Successivamente all'estrazione delle viscere viene praticato il disossamento dell'animale per prelevare le ossa, costituite essenzialmente dai femori e dalla colonna vertebrale, che essendo le parti destinate agli dèi vengono bruciate integralmente sull'altare prima dell'arrostimento delle splánchna.
La suddivisione in parti dell'animale sacrificato era rigidamente stabilita: la pelle andava al sacerdote (hiereús ἱερεύς), così anche le cosce (κωλῆ kōlē̂) che divideva però con i magistrati.
Nella Teogonia, Esiodo offre una spiegazione poetica e mitica della spartizione della vittima sacrificale tra uomini e dèi, attribuendo la scelta ad un "inganno" di Prometeo. La vicenda raccontata da Esiodo si svolge in un'epoca mitica quando gli dèi e gli uomini convivevano insieme, condividendo lo stesso banchetto. Zeus divenuto re degli dèi decide, dopo avere delimitato compiti e funzioni tra gli immortali, di definire il ruolo spettante agli uomini stabilendo una giusta ripartizione degli onori. Viene chiamato per questo Prometeo, il titano che non ha partecipato al conflitto con gli dèi, il quale si presenta al consesso degli dei e degli uomini con un grande bue che abbatte e macella ripartendone il corpo in due parti rispettivamente destinate agli dei e agli uomini. In una sono poste le ossa nascoste da uno strato di grasso, nell'altra carne ed interiora celate dallo stomaco. Essendo considerato la parte più infima, Zeus sceglie per gli dei la prima parte, e resosi conto dell'inganno punisce Prometeo.

### Il sacrificio nella religione romana

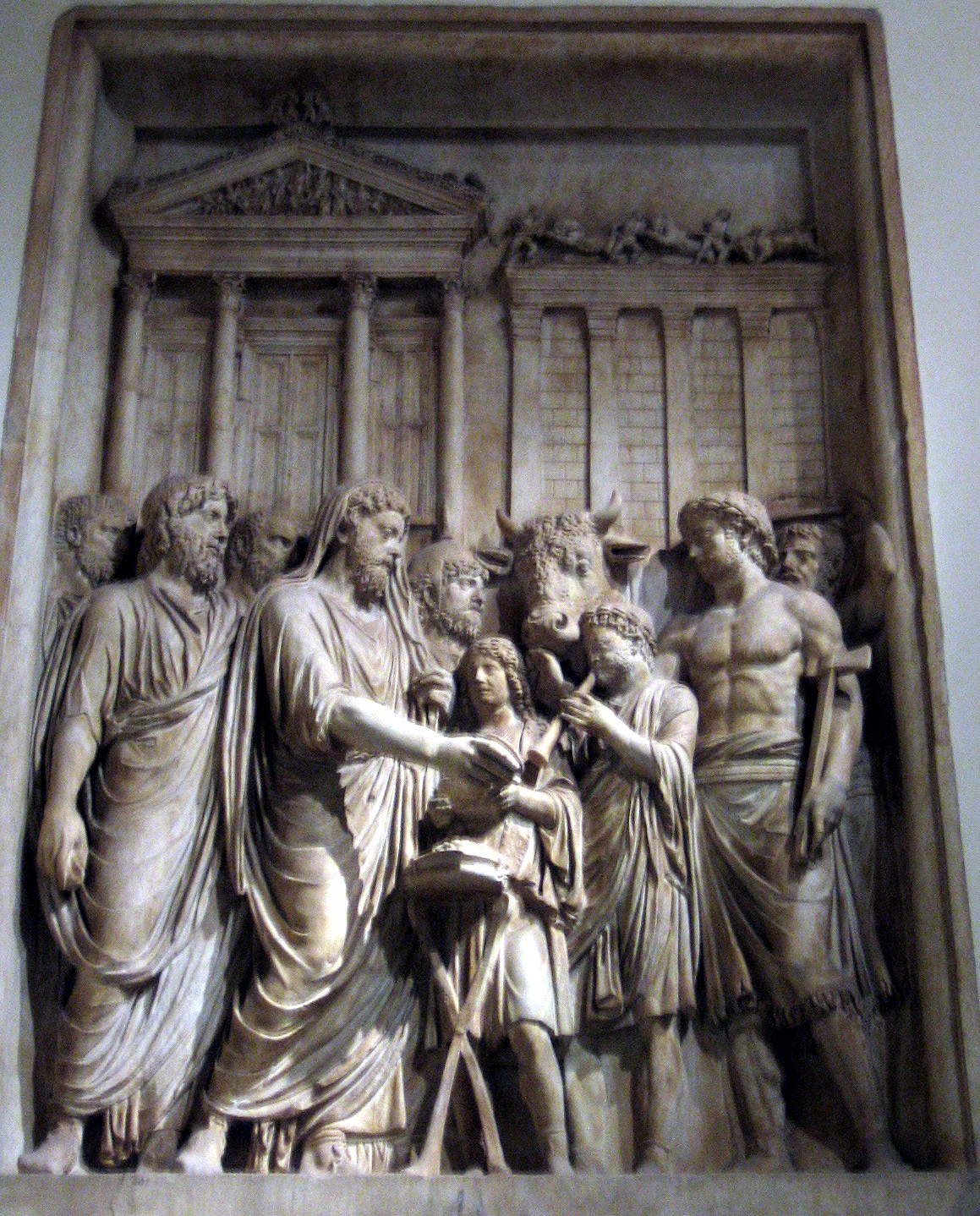
Marco Aurelio e i membri della famiglia imperiale offrono un sacrificio in gratitudine per il successo contro alcune tribù germaniche: Musei Capitolini, Roma. Da notare che l'imperatore indossa la toga secondo il modo del cinctus Gabinus, ovvero con parte della testa coperta dalla stessa. I suoi collaboratori cingono una corona di alloro, pianta sacra a Giove.

Anche a Roma il sacrificio riveste un'importanza fondamentale nella sua religio, a tal punto che Cicerone fa derivare quest'ultimo termine dalla necessaria accuratezza con cui esso deve essere eseguito:
(Cicerone. De natura deorum II, 28; traduzione in italiano di Cesare Marco Calcante in Cicerone.La natura divina. Milano, Rizzoli, 2007, pagg. 214-5)
Chi eseguiva il rito sacrificale doveva disporre dell'autorità necessaria: un pater familias oppure un magistrato cum imperio. Il sacrificio veniva dunque eseguito mediante delle modalità codificate:
- davanti al tempio veniva posto l'altare (ara) con accanto un fuoco (foculus) su cui precedentemente erano state versate le libagioni di vino e incenso;
- l'animale veniva introdotto nello spazio sacrificale addobbato di nastri, mentre il sacrificante indossava la toga secondo il modo antico (cinctus Gabinus) ovvero con parte del capo coperto dalla stessa;
- a questo punto i due assistenti del sacrificante (il praeco e il tibicen) avvertivano dell'inizio del rito richiedendo il silenzio per tramite il suono di uno strumento musicale; i tibicines non terminavano mai durante il rito il suono della musica per consentire al sacrificante di non distrarsi;
- il sacrificante aspergeva quindi la vittima con il vino e con la mola salsa (farina di spelta bagnata dalla salamoia, così preparata dalle Vestali), passando successivamente la punta del coltello, senza tagliare, dalla testa alla coda dell'animale (pratica dell'"immolazione"), ripetendo frequentemente la frase quos me sentio dicere (che sento che sto dicendo) sia per indicare scrupolosamente la divinità invocata sia per mantenere desta l'attenzione e non commettere errori sacrileghi; generalmente l'uccidere l'animale era compito di alcune persone predisposte e denominate uctimari (nei tempi più antichi invece era questo compito del sacrificante);
- fegato, cuore e polmoni della vittima, ovvero gli exta destinati agli dèi, venivano estratti, controllati (se presentavano dei difetti il rito veniva ristabilito con una nuova vittima denominata succidanea) e infilati su uno spiedo posto nel fuoco sull'altare e in questo modo inviati alle stesse divinità.
- tutto il resto, ciò che è tra ossa e pelle (uiscera), ovvero la carne dell'animale sacrificato, essendo profano e non sacro veniva consumato dai presenti.

Generalmente le divinità maschili richiedevano vittime di sesso maschile, così per le divinità femminili a cui venivano sacrificati animali di sesso femminile. Giove e Giunone richiedevano il sacrificio di animali bianchi, il dio della notte Summānus animali neri, Vulcano quelli rossi.

Giove voleva maschi castrati, mentre Marte maschi intatti. Prima del raccolto agricolo erano sacrificate vacche "pregne" (fordae). La circostanza decideva anche se sacrificare animali adulti o più giovani.
Fino alla vigilia della battaglia di Canne erano praticati anche sacrifici umani.

### Il sacrificio nel Buddhismo
In occasione delle feste e cerimonie buddiste si eseguono nei santuari offerte simboliche di fiori, incenso, candele, cibi, frutta, acqua e bevande in onore della Triplice Gemma; le offerte sono accompagnate da canti e preghiere.

### Il sacrificio nell'Ebraismo

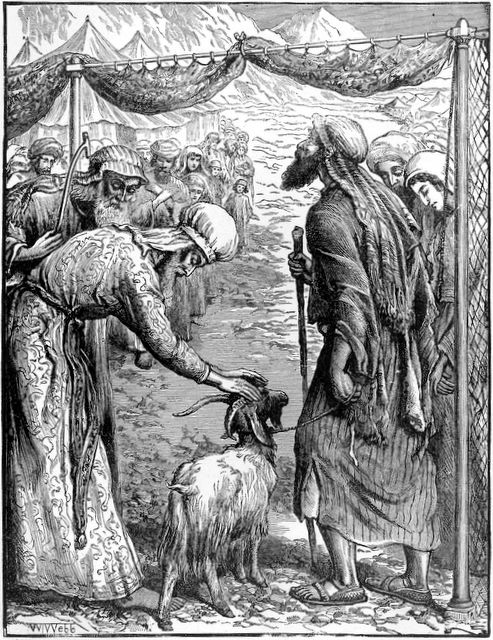
Invio del Capro espiatorio, di William James Webb (prima del 1904)

Nel Tanakh non esiste un termine unico per indicare la pratica del "sacrificio" che comunque viene largamente presentato sia come episodio storico (in Genesi e Cronache), sia descritto e regolato sul piano normativo (Esodo, Levitico 1-7, Numeri e Deuteronomio).
Cristiano Grottanelli (1946-2010) individua tre grandi tipologie del sacrificio nell'Ebraismo:
1. "olocausto" ''olah עוֹלָה) la vittima sacrificale viene sgozzata dall'offerente se un quadrupede, dal sacerdote se un uccello, e interamente bruciata a favore di Dio;
2. "sacrifici di comunione" (zevaḥim shelamim שְׁלָמִים זְבָחִים) come l'olocausto ma della vittima sacrificale vengono bruciate solo le parti grasse e le interiora, che vengono quindi offerte a Dio, il restante viene riservato al sacerdote o all'offerente e consumato sul posto;
3. "sacrifici espiatori" (ḥaṭṭa't חטָּאת e 'asham אשָם) l'offerente non consuma nulla, la vittima sacrificale è destinata ai sacerdoti che comunque la bruciano fuori dal santuario. L'ḥaṭṭa't, ovvero nel sacrificio di espiazione per la colpa di un Kohen Gadol (כהן גדול) o della comunità implica un trattamento particolare del sangue della vittima sacrificale.

Mentre Aaron Rakeffet-Rothkoff (1937-) elenca più tipologie:
- offerte propiziatorie (ḥaṭṭa't חטָּאת e 'asham אשָם)
- offerte dedicatorie, offerte bruciate, ('olah עוֹלָה)
- offerte dei pasti (minḥah מִנְחָה)
- offerte di libagioni nesekh (נֶסֶךְ)
- offerte comunitarie e di pace ( shelamim, זְבָחִים)
- offerte di innalzamento (tenufah תְּנוּפָה)
- offerte votive (neder נֶדֶר)
- offerte liberali (nedavah נְדָבָה)
- offerte di ordinazione (millu'im מִלּוּאִים)

### Il sacrificio nel Cristianesimo
Nella religione cristiana il "sacrificio", sia quello biblico sia quello non biblico, non è ciò che Dio desidera dall'uomo:
(Vangelo di Matteo IX, 13)
Tale brano evangelico riprende, peraltro, il testo ebraico del Libro di Osea:
(Libro di Osea VI,6)
Anche il Vangelo degli Ebrei' riprende la condanna del sacrificio:
(Epifanio di Salamina. Panarium haeresion,  XXX, 16, 4. Traduzione di Marcello Craveri in Vangeli apocrifi. Torino, Einaudi, 2005, pag.275)
Agostino d'Ippona nel De civitate Dei tratta l'argomento "sacrificio" dal punto di vista cristiano:
(Agostino d'Ippona. La città di Dio X,6. Milano, Bompiani, 2004, pag. 465)
Secondo i cristiani, quindi, l'uomo ha bisogno di avvicinarsi a Dio mediante la costante conversione che consiste nell'aprirsi ai doni di Dio.
(Joseph Ratzinger. Foi chrétienne hier et aujourd'hui. Parigi 1976. Citato in Pierre Eyt)
Il dono degno di Dio è soltanto quello che adempie il figlio di Dio, il quale chiama la sua chiesa ad associarsi a lui nella stessa offerta, che contiene tutte le qualità sacrificali. Per questo il sacrificio per eccellenza è quello compiuto da Gesù Cristo morendo in croce per la salvezza di tutti gli uomini.
Nel sacramento dell'eucaristia i cattolici fanno memoriale del sacrificio di Gesù, rendendolo sacramentalmente presente operante con la Chiesa.
La Chiesa cristiana pertanto, fin dalla sua origine, celebra l'atto sacramentale dell'Eucaristia come uno degli impegni lasciatigli da Gesù stesso, suo Dio salvatore e fondatore.
Nel Cattolicesimo l'Eucaristia è l'azione sacrificale durante la quale, il sacerdote offre il pane e il vino a Dio, che, per opera dello Spirito Santo, diventano realmente il "corpo" e il "sangue" di Cristo, lo stesso "corpo" e lo stesso "sangue" offerti da Gesù stesso sulla croce. L'altare cristiano è quindi la croce sul quale in ogni "santa messa" si avvera lo stesso e identico sacrificio (sebbene incruento) della stessa vittima: l'agnello pasquale, cioè Gesù. Con la distribuzione dell'eucaristia, in cui sono presenti il corpo, il sangue, l'anima e la divinità di Gesù, i fedeli entrano in comunione con Dio e pregustano i suoi beni, chiedono espiazione dei propri peccati, implorano la benedizione di Dio e chiedono il suffragio per le anime dei defunti. I laici sono chiamati ad offrire sacrifici spirituali, cioè a partecipare spiritualmente al sacrificio di Cristo e a partecipare attraverso la carità e la misericordia al progetto di Dio come il matrimonio e la famiglia.

### Il sacrificio nell'Islam
L’Islam riserva non piccoli spazi liturgici ai rituali sacrificali. I sacrifici animali sono regolamentati e contemplati per diverse occasioni.
In età preislamica sappiamo quanto diffusa fosse la pratica di uccidere mammiferi a sangue caldo sui betili o sugli idoli dello sterminato pantheon originato dal diffuso enoteismo peninsulare arabico.

Se nell'Arabia meridionale la pratica sacrificale era riservata a un clero che si ritagliava il compito di officiare tali riti dietro compenso, nell'Arabia centrale e settentrionale tale ufficio era appannaggio dei sādin, o custodi, dei numerosi santuari che, anch'essi dietro compenso, non mancavano anche di emettere vaticini dalla varie divinità oracolari arabe, prima fra tutte Hubal, venerato nel santuario urbano meccano della Kaʿba.

La triade preislamica di Manāt, Allāt e al-ʿUzzā era normalmente venerata con sacrifici cruenti di dromedari od ovini, la cui arteria giugulare veniva recisa da una lama dal sacrificatore, che faceva in modo di far colare il sangue dell'animale all'interno di un bacino sottostante ( ghabghab) l'idolo stesso.

L'affermarsi dell'Islam non mutò vari riti sacrificali, come quello adempiuto al culmine del rito del ḥajj, anche se ne era stato mutato dal Corano il fine ultimo, che era quello di onorare l'unico Dio, Allāh. Abolì invece del tutto la pratica - di cui s'ignorano ancora per molti versi i motivi - dell'uccisione delle giovanissime figlie femmine (Wa'd al-banat), che il Corano definisce "vergognosa" (hawn).
Dei sacrifici erano compiuti anche nel mese di rajab (inizialmente destinato al rito della ʿumra preislamica) ma la trasformazione di questo pellegrinaggio in un rito minore, lecito in tutti i mesi dell'anno lunare islamico, salvo quello di dhū l-Ḥijja riservato al pellegrinaggio canonico del ḥajj, fece cadere in disuso tale pratica.

Essa si conservò invece nella cerimonia della tasmiyya, ovvero "imposizione del nome" per il neonato, un vero e proprio "rito di passaggio" per il quale si prevede tuttora l'ʿAqīqa, cioè il sacrificio di un animale (di solito un montone), accompagnato dal taglio dei capelli del piccolo e da un'offerta ai poveri; chi ha minori disponibilità può optare per il sacrificio di un piccolo animale, spesso un piccione.

Una questione dibattuta è infine quella relativa al maysir che, se ufficialmente viene indicato come un gioco, viene visto invece sensatamente come un "sacrificio di comunione" da parte di Tawfiq Fahd.

## Thysía

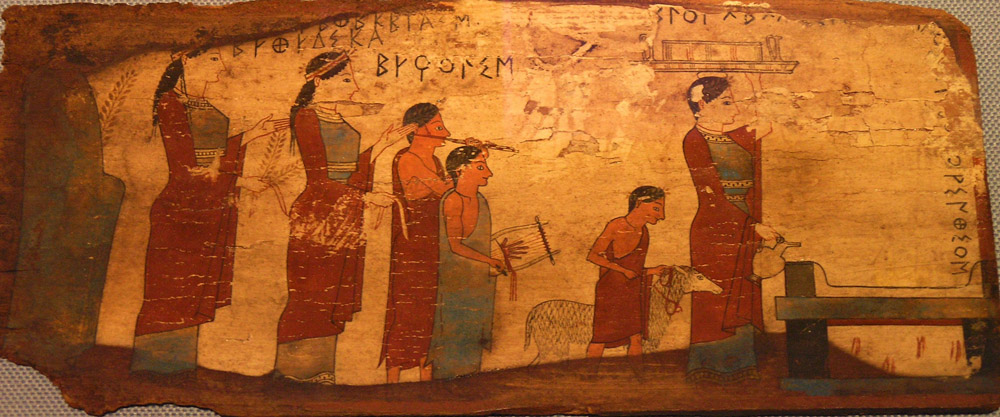
La processione guidata dalla canefora, tavole di Pitsà (Sicione) (metà del VI secolo a.C.), Museo archeologico nazionale di Atene.

Nella religione greca la thysía  era una cerimonia religiosa consistente nell’offerta rituale alla divinità di un animale, vegetale o oggetto che veniva ucciso, bruciato o comunque distrutto e reincarnato sotto forme antropomorfe. Il significato del sacrificio, come afferma Platone nell'Eutifrone, è quello di un «dono agli dei»: il sacrificio è cioè un rito con il quale l'uomo stabilisce un rapporto con la divinità mediante l'istituto del dono. Il sacrificio cruento (uccisione rituale di un animale) è il più diffuso nell'antichità; nella spartizione di carni e interiora (che venivano consumate collettivamente) e ossa avvolte nel grasso (che venivano bruciate sull'altare) è inscritta la separazione dell'uomo dalla divinità (la sua problematizzazione si riflette, per esempio, nel mito di Prometeo).
I sacrifici cruenti di animali comprendevano anche offerte vegetali (chicchi di orzo, focacce, e composti semiliquidi come il pélanos o come la mola salsa dei romani, con cui veniva aspersa la vittima: di qui il termine «immolare»); si sacrificavano in genere animali domestici (bovini, ovini, e suini, e anche galli e polli), alcuni dei quali erano, a seconda di luoghi e delle circostanze, considerati più graditi a determinate divinità, come il gallo ad Asclepio, la capra o il maiale a Dioniso ecc.; alla Terra si sacrificava una scrofa pregna; ad Artemide si offrivano anche animali selvatici. Più rari erano i sacrifici di cani (a Ecate, Ilizia, Enialio; i romani immolavano un cane rosso a Robigo, la ruggine del grano. Evidenze archeologiche del perdurare di sacrifici di cani anche in era cristiana (V secolo), sono emerse dagli scavi compiuti nella necropoli dei bambini di Lugnano in Teverina), cavalli (a Poseidone, al Sole, a divinità fluviali), asini (a Priapo) ecc.
La vittima veniva portata all'altare addobbata con bende e ghirlande (ai bovini spesso si indoravano le corna); i partecipanti si purificavano con acqua lustrale (consacrata immergendovi un tizzone preso dall'altare) ed erano ammoniti a osservare un sacro silenzio (che veniva poi interrotto dall'invocazione alla divinità; la celebrazione era inoltre accompagnata da musica); grani d'orzo venivano gettati sull'altare e sulla vittima, che veniva anch'essa purificata per aspersione; dalla sua fronte si recideva qualche ciuffo di pelo che veniva gettato nel fuoco acceso sull'altare; il sacrificatore, vestito di bianco (e con il capo velato nel rito romano, mentre in quello greco portava una corona d'alloro), sgozzava con il coltello sacrificale la vittima, sollevandone il capo verso il cielo o verso la terra a seconda che il sacrificio fosse dedicato agii dei celesti (nel qual caso si celebrava di giorno) o a divinità ctonie (di sera); il sangue sgorgato veniva raccolto e spruzzato sull'altare. Se la vittima era di grandi dimensioni, veniva prima abbattuta con una scure; in alcuni casi veniva ritualizzato anche il senso di colpa o di trasgressione suscitato dall'uccisione della vittima, con la fuga e l'inseguimento del sacrificatore o con il «processo» all'arma sacrificale, che veniva gettata in mare (Bufonie). Le interiora della vittima venivano cotte a parte e assaggiate prima dell'inizio del banchetto comune.
I sacrifici agli dei celesti erano compiuti sul bōmós, un altare rialzato dal suolo, mentre quelli agli dei ctoni, ai morti e agli eroi si eseguivano sull'eschára, un altare-focolare al livello del suolo, o su una fossa (bóthros); in questo caso, la vittima veniva bruciata per intero (olocausto). Anche nei sacrifici propiziatori e in quelli connessi a rituali di purificazione (lustratio) la vittima veniva totalmente distrutta.
Sacrifici si celebravano in varie occasioni della vita pubblica e privata, per ringraziare o propiziare le divinità, per espiare un'offesa nei suoi confronti (piaculum), per prendere auspici in occasione di stipulazioni di trattati tra città. Un tipo particolare di sacrificio è l'offerta primiziale, che ha lo scopo di eliminare la relazione di «proprietà» che la divinità ha con l'oggetto: per poter consumare il cibo, l'uomo deve «sottrarlo» alla divinità stessa, sacralizzandone una parte simbolica, appunto le primizie (aparchaí) delle greggi, dei raccolti, della caccia, e «desacralizzando» il resto, che viene così immesso a consumo senza timore di sacrilegio. I sacrifici incruenti consistevano appunto in offerte di primizie e in libagioni di vario tipo. A volte le offerte avevano forma di animale (modellato con pasta, oppure fabbricato con legno o cera ecc.).
Orfismo e pitagorismo condannarono il sacrificio cruento (che era alla base dell'alimentazione carnea).